# بابيتي فون بولو
بابيتي فون بولو (بالألمانية: Babette von Bülow)‏ (و. 1850 – 1927 م) هي كاتبة مسرحية، وكاتِبة ألمانية، توفيت في كولونغسبورن، عن عمر يناهز 77 عاماً.